# Espícula

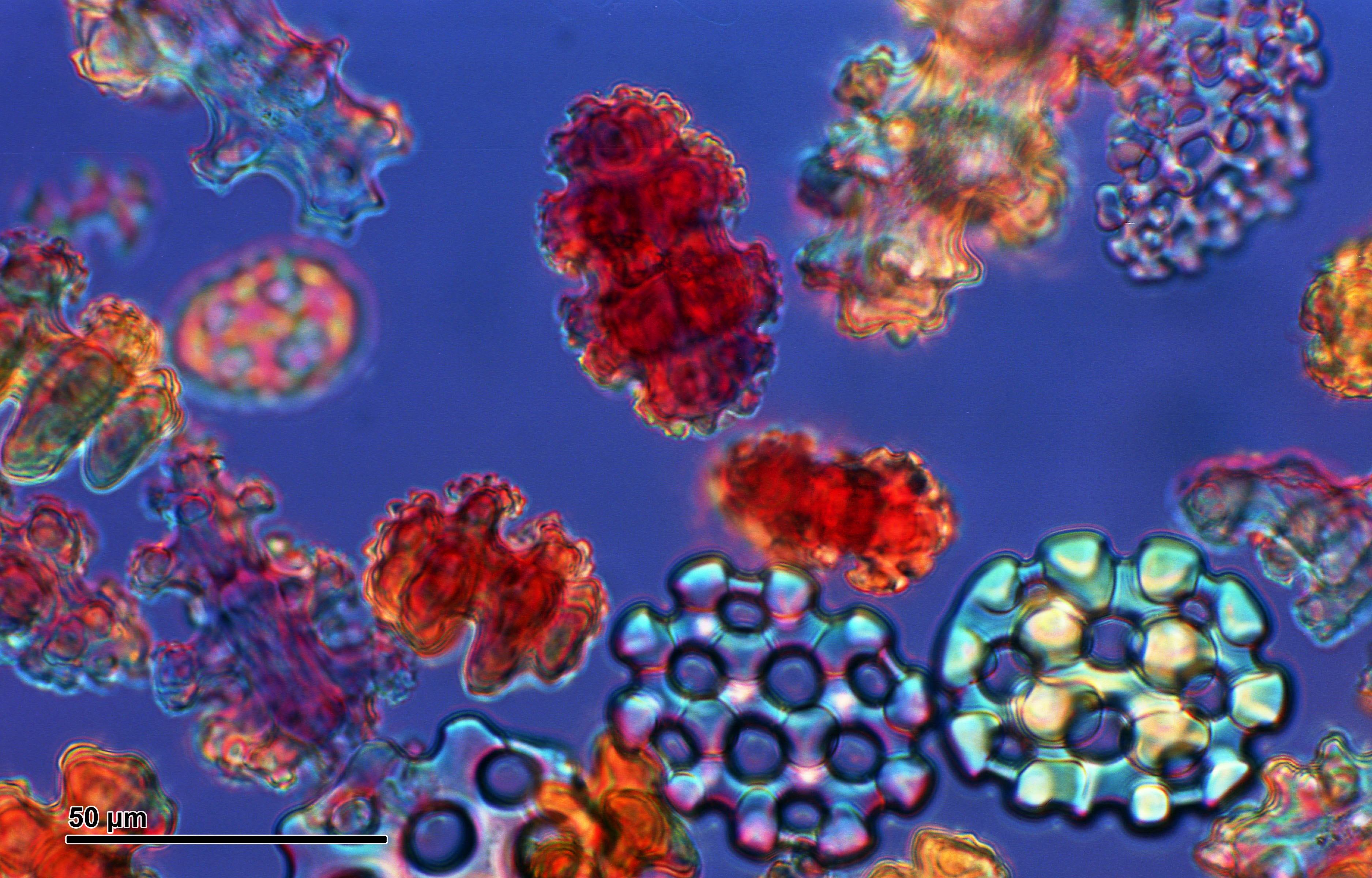
Escleritas y microescleritas de esponjas, corales y holoturias.

Las espículas, o escleritas, son unidades esqueléticas calcáreas o silíceas, que forman parte del esqueleto de los poríferos y de los corales blandos de la subclase Octocorallia.
Existen dos tipos de espículas, según el material de que están compuestas:
- Espículas calcáreas. La morfología de estas espículas es poco variada. Son típicas de las esponjas calcáreas, de las gorgonias marinas del suborden Scleraxonia, y del tejido de los corales blandos, proporcionando, en este último caso, mayor rigidez y consistencia a las colonias coralinas.

Se forman extracelularmente, y son varias las células que intervienen, de forma que, si intervienen dos, se forma una espícula lineal, si intervienen tres, se forma una trirradial que presenta los radios en un mismo plano, y si intervienen cuatro células, se forma una espícula de cuatro radios en forma de tetraedro. En este caso, las espículas están formadas por carbonato cálcico (CaCO3) cristalizado generalmente en forma de calcita y en exclusivas ocasiones, de aragonito.
|  |  |  |

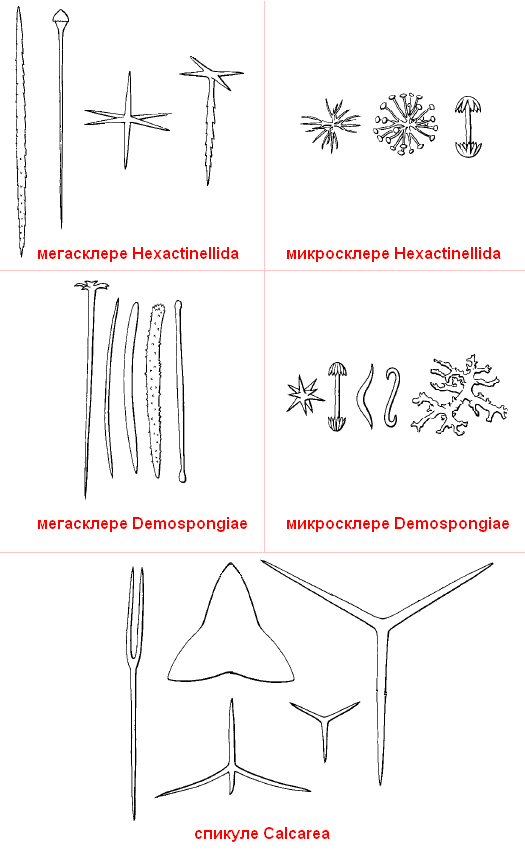
Los tipos de espículas en esponjas marinas.

- Espículas silíceas. Típicas de Hexactinellida y Demospongiae, presentan una gran variedad de formas y tamaños. En general pueden distinguirse las megascleras (> 100 μm) y las microscleras (< 100 μm, siendo las más pequeñas de unas 3 μm). Se forman a partir de acúmulos cristalinos de sílice hidratado (SiO2·H2O). Este tipo de espícula se forma en el interior de un esclerocito (célula formadora de la espícula), a partir de un eje orgánico, generalmente proteico. Solo interviene una célula en la fabricación de la espícula, que puede formarla con seis radios (Hexactinélidos) o en forma de varillas (algunas Demosponjas, ya que otras carecen de esqueleto mineral). Las esponjas son los únicos animales que utilizan el sílice como material esquelético.